# 那格浦尔
那格浦爾（直译：蛇城）為印度馬哈拉施特拉邦第三大城市和冬季首府。2011年人口210萬人，僅次於孟買和浦那，也是馬哈拉施特拉邦東北維達婆地區發達城市。該市也是那格浦爾區和那格浦爾縣的政府所在地。那格浦爾位於印度的地理中心，印度交通的零公里始於該市。 安倍多伽爾博士國際機場服務本市。根據牛津經濟研究所的一份報告，那格浦爾預計將在2019年至2035年期間成為全球第五快的城市，平均增長率為8.41％。
那格浦爾是馬哈拉施特拉邦立法院每年冬季會議的所在地。它是馬哈拉施特拉邦維達爾巴地區的主要商業和政治中心。這座城市也是印度民族組織RSS的總部和達利特佛教運動的重要地點。
根據ABP News-Ipsos的一項調查，2013年納格布爾被評為印度最佳宜居城市，在宜居性，綠色植物，公共交通和醫療保健指數方面均居首位。那格浦爾是印度女性最安全的城市之一。2017年，那格浦爾被美國競爭力研究所評為印度排名第八的城市。
那格浦爾以那格浦爾橙而聞名，有時因高品質的柑橘貿易而被稱為“橘郡”。它也被稱為印度的虎城，因為該市及其周邊地區有許多虎類保護區，印度虎類保護局的地方辦事處也在此處。這座城市是由Deogarh的岡德國王巴赫特·布蘭德·沙阿於1703年建立的，後來成為馬拉塔帝國的一部分。在非正式的那格浦爾條約之後，它成為馬哈拉施特拉邦的第二首府。

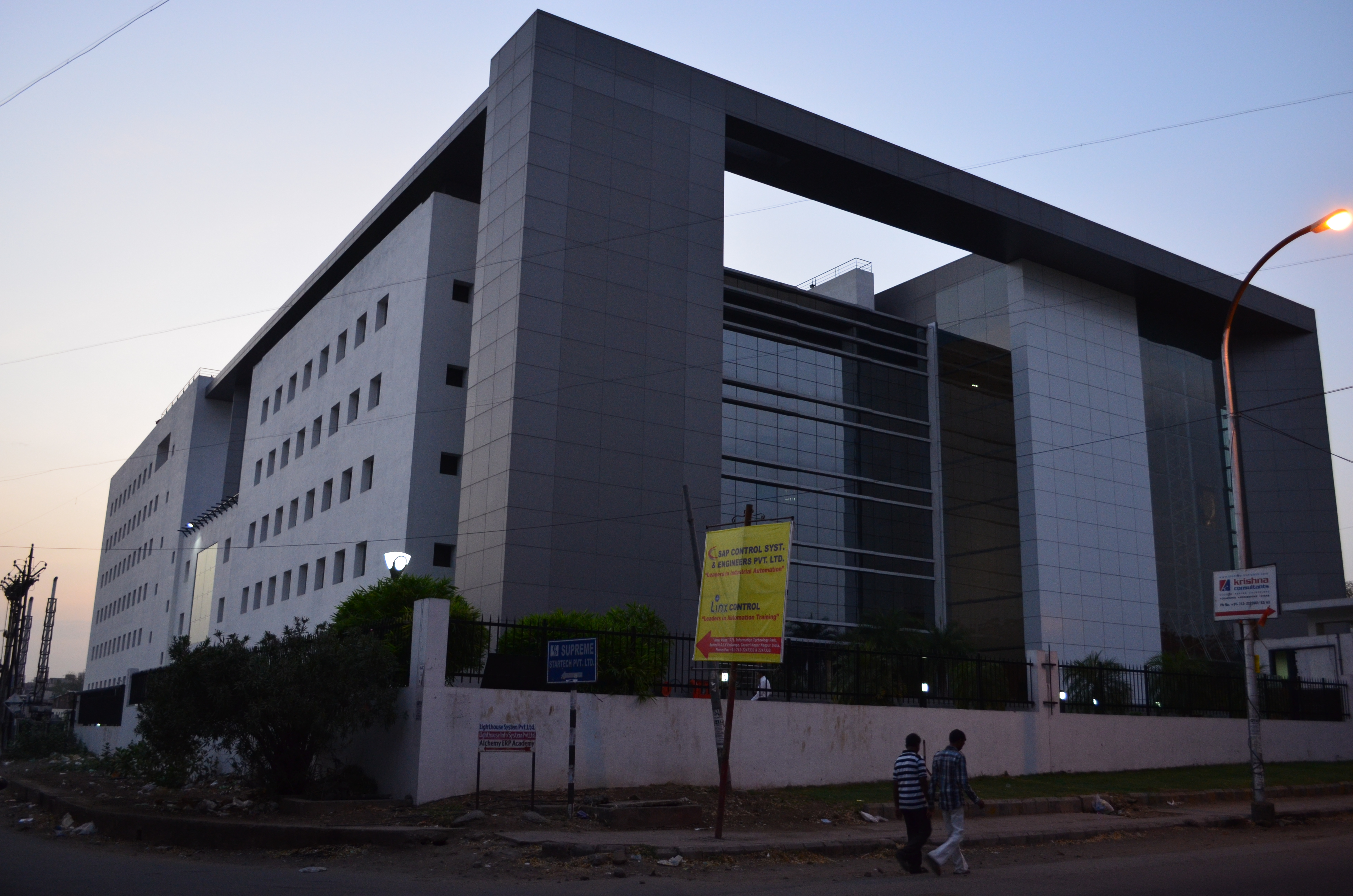

## 歷史

### 詞源
那格浦爾以流經城市的那格河而得名。舊那格浦爾（今稱 Mahal）位於納格河的北岸。後綴pur在許多印度語言中表示城市。
那格浦爾的較早名稱之一是“ Phaṇîndra 蛇王 pūra 城”。 它的起源是梵文的Phaṇā（फणा; 眼鏡蛇的頭巾）。 那格浦爾的第一份報紙名為Phaṇîndra 蛇王-maṇi 摩尼寶，這意味著一種珠寶被認為懸掛在眼鏡蛇的頭巾上。 這顆珠寶發散榮光，照亮黑暗，因此是報紙的名字。

### 早期和中世紀的歷史
1317年起，圖格魯克王朝統治這一地區。17世紀，莫臥兒帝國占領了該地區。那格浦爾瀕臨納格河，始建於十八世紀初，曾是馬拉塔同盟之領導政權邦斯拉王國之都城，1854年後受英國東印度公司的統治，

### 現代歷史
那格浦爾後又作過中央省、中央邦的首府。

## 地理

### 氣候
| 那格浦爾（1951－1980）                 | 那格浦爾（1951－1980） | 那格浦爾（1951－1980） | 那格浦爾（1951－1980） | 那格浦爾（1951－1980） | 那格浦爾（1951－1980） | 那格浦爾（1951－1980） | 那格浦爾（1951－1980） | 那格浦爾（1951－1980） | 那格浦爾（1951－1980） | 那格浦爾（1951－1980） | 那格浦爾（1951－1980） | 那格浦爾（1951－1980） | 那格浦爾（1951－1980） |
| 月份                                   | 1月                    | 2月                    | 3月                    | 4月                    | 5月                    | 6月                    | 7月                    | 8月                    | 9月                    | 10月                   | 11月                   | 12月                   | 全年                   |
| -------------------------------------- | ---------------------- | ---------------------- | ---------------------- | ---------------------- | ---------------------- | ---------------------- | ---------------------- | ---------------------- | ---------------------- | ---------------------- | ---------------------- | ---------------------- | ---------------------- |
| 平均高温 °C（°F）                      | 28.6 (83.5)            | 32.1 (89.8)            | 36.3 (97.3)            | 40.2 (104.4)           | 42.6 (108.7)           | 37.8 (100.0)           | 31.5 (88.7)            | 30.4 (86.7)            | 31.8 (89.2)            | 32.6 (90.7)            | 30.4 (86.7)            | 28.2 (82.8)            | 33.5 (92.3)            |
| 平均低温 °C（°F）                      | 12.4 (54.3)            | 15.0 (59.0)            | 19.0 (66.2)            | 23.9 (75.0)            | 27.9 (82.2)            | 26.3 (79.3)            | 24.1 (75.4)            | 23.6 (74.5)            | 22.9 (73.2)            | 19.8 (67.6)            | 14.9 (58.8)            | 12.1 (53.8)            | 20.2 (68.4)            |
| 平均降水量 mm（）                      | 10.2 (0.40)            | 12.3 (0.48)            | 17.8 (0.70)            | 13.2 (0.52)            | 16.3 (0.64)            | 172.2 (6.78)           | 304.3 (11.98)          | 291.6 (11.48)          | 194.4 (7.65)           | 51.4 (2.02)            | 11.8 (0.46)            | 17.2 (0.68)            | 1,112.7 (43.81)        |
| 来源：Indian Meteorological Department |                        |                        |                        |                        |                        |                        |                        |                        |                        |                        |                        |                        |                        |

## 經濟
1887年印度的女皇煉鋼廠在此落成。陸路及空運的交通要地，從19世紀末起，人口和經濟飛躍發展。工業除化學、金屬外，還有紡織、建材等。周圍是森林和農業地帶，產柑橘類作物，是農產品和果類集散地。加爾各答—孟買鐵路與德里—馬德拉斯鐵路的交會點。附近開採錳礦。那格浦爾是印度文化中心之一，有那格浦爾大學及其他研究機構。郊區有汽車、化肥工廠。

## 觀光
阿姆巴薩里湖和花園－－位於城市以西六公里處，阿姆巴薩里湖旁邊有一個美麗的花園，它是那格浦爾最美的地點之一。
甘地花園－－一座面積為2．8公頃的大花園，以甘地的命名，花園裡還有一座游泳池。
格勒瓦拉水池－－格勒瓦拉儲水池是城市住主要的水源。
赫格德瓦·斯密提紀念館－－一已故的赫格德瓦醫生的紀念館，坐落在勒斯巴格空地。
馬哈拉吉花園和動物園－－馬哈拉吉花園是一個蒼翠繁茂的花園，由一位波赫塞勒統治者建造（ 馬拉地人的一個酋長），它裡面也有一座動物園。
西米尼山－－在這座古老的城市以西六公里處有一個低窪的小山，即西米尼山，這裡可以看到這座城市的全景。
西塔布迪堡壘——矗立在西塔布迪的孿生丘陵上，這座堡壘那個現在是地方自衛隊的辦公室所在地。對公眾開放的時間僅僅在8月15日和1月26日。
博達勒斯沙瓦拉姆先生神殿－－獻給印度人教的拉瑪神，這座神殿裡有精緻的拉瑪雕像，西塔和拉瑪納，印度史詩《羅摩耶那》中的三個主要人物。
蘇庫拉瓦水池（甘地薩格爾）－－這些已經有225年曆史的的“眼淚之池”是一處引人注目的地方，它位於城市的正中心。
塔沙賈巴沙裡夫－－塔沙賈巴沙裡夫是巴巴·塔吉烏·奧利亞的陵墓，它一般被稱為塔沙賈巴·沙裡夫·塔吉丁。印度教徒和伊斯蘭教徒都對這位聖人非常崇敬。
卡什巴神殿－－一座建於波赫塞勒時期的神殿。
泰克迪加納帕迪神殿－－它之所以叫泰克迪加納帕迪是因為它建造在一座山上，而在馬拉地語中山被叫做泰克迪。據說它已有250年左右的歷史。

## 交通

### 航空
印度航空公司有從那格浦爾到印度重要城市的航班。

### 鐵路
那格浦爾地處中心位置，是東南線和中央線上一個重要的樞紐站。

### 道路

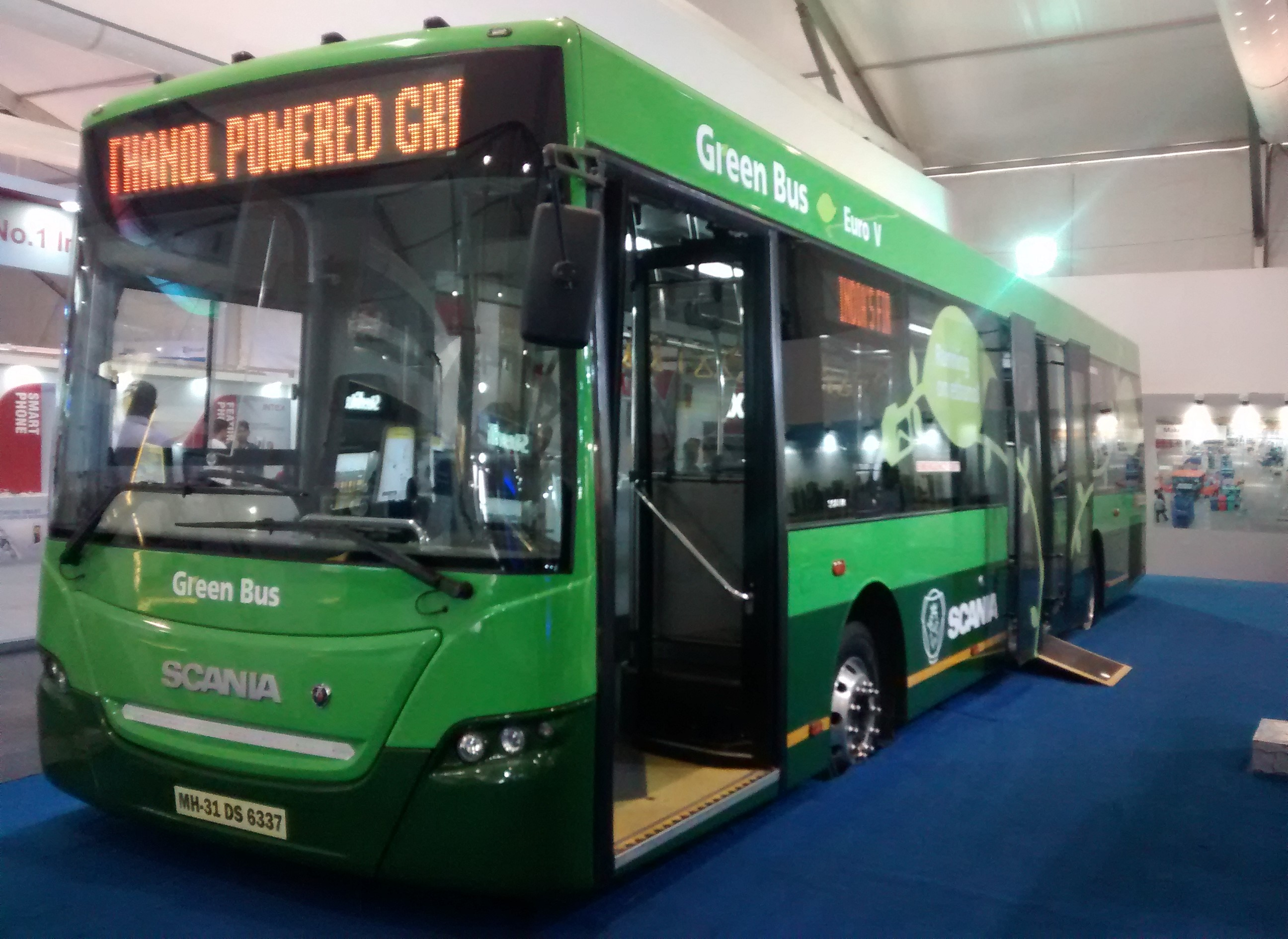

那格浦爾由公路與阿格拉（809公里）及奧蘭加巴德（504公里）相連。
奧拉（Ola Cabs）和Uber旗下的私人出租車也在市區運營。
班加羅爾 1049公里
加爾各答 1192公里
德里 1012公里
卡修拉荷352公里
欽奈 1380公里
博帕爾 266公里
瓦拉那西 546公里
納西克 683公里
堪哈 734公里
孟買 868公里
普納 730公里